# Iwan Turjanica
Iwan Turianica (ukr. Іван Туряниця, Iwan Turjanycja, ang.  Ivan  Turyanica lub Turyanitsa, ur. 1943) – profesor, wicerektor oraz dziekan wydziału inżynieryjno-technicznego  Uniwersytetu w Użhorodzie, przewodniczący Związku Rusinów Podkarpackich (ukr. Общества подкарпатських русинов, Obscestvo Podkarpatskich Rusinov),  przewodniczący Carpatho-Rysyn Society w Użhorodzie (od 1997),   premier Tymczasowego Rządu Rusi Podkarpackiej (ukr. Временное правительство Подкарпатской Руси) w latach 1993–1994. Iwan Turianica jest również sygnatariuszem Universal Declaration of the Rights of Peoples oraz uczestnikiem "the International Conference "Inter-Ethnic Relations in Transcarpathian Ukraine" (Użhorod, Ukraina, 4-7 września 1998) przy European Centre for Minority Issues (ECMI). W literaturze etnicznej określany mianem niekoronowanego króla rusinów karpackich
Rząd prof. Iwana Turianicy,,  został zdelegalizowany przez władze ukraińskie w sierpniu 1994.

## Publikacje
- Іван Туряниця: Рудна земле пудкарпатська. Ужгород, 1999.